# Islam en Nueva Zelanda
Islam en Nueva Zelanda es una parte relativamente pequeña y nueva comunidad religiosa de más de 36.000 personas. 
Islam en Nueva Zelanda comenzó con la llegada de los musulmanes chinos buscadores de oro en la década de 1870. Un pequeño número de inmigrantes musulmanes de la India y Europa oriental se establecieron desde el año 1900 hasta la década de 1960. Gran escala de la inmigración musulmana comenzó en el decenio de 1990 con la llegada de los inmigrantes y refugiados procedentes de diversos países asolados por la guerra. 
La primera organización musulmana, la Asociación Musulmana de Nueva Zelanda, fue registrada en 1950. El primer centro islámico se estableció en la ciudad de Auckland en 1959. La primera mezquita se construyó en 1979 y 1980. 
La comunidad musulmana en todo el país la organización, la Federación de Asociaciones islámicas de Nueva Zelanda, fue registrada en 1979. El primero fue elegido presidente nacional Mazhar Krasniqi, originalmente un albanés de Kosovo. En 2002 el gobierno de Nueva Zelanda Krasniqi honrado con una medalla de servicio de Queens. 
Entre 1982 y 1999, el Jeque Khalid Marhum Hafiz fue el alto líder religioso. Hafiz nació en la India y educado en Arabia Saudita.

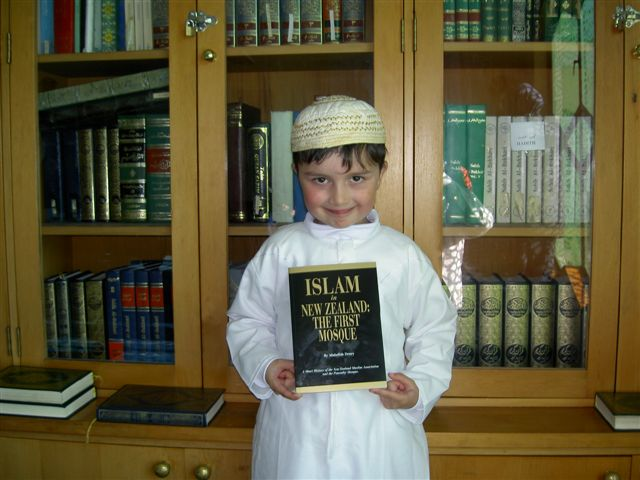
Nueva Zelanda muchacho musulmán en la Mezquita de Canterbury, 2007.